# Babelsberg
Babelsberg és el barri més gran de Potsdam, la capital de l'estat de Brandenburg a Alemanya. En són famosos el Palau i el Parc, Patrimoni de la Humanitat segons la UNESCO, com també l'estudi de cinema Filmpark Babelsberg.

## Història
Aquest assentament va ser citat per primera vegada l'any 1375 al Landbuch. Aleshores s'anomenava Neuendorf («poble nou»). Al segle xviii el rei Frederic II de Prússia va fundar una nova població i s'hi van assentar protestants expulsats de Bohèmia. Durant la revolució industrial es va desenvolupar la indústria tèxtil i la fabricació de ferrocarrils.
Des de l'any 1900 la vil·la («torre») Neubabelsberg es va erigir a l'est del Parc de Babelsberg. Després que Universum Film AG (UFA) el 1922 adquirís un gran escenari a prop, s'hi van construir residències per a prominents (Villa en alemany) per arquitectes famososos com Hermann Muthesius i Ludwig Mies van der Rohe. Hi van residir actors com Marika Rökk, Sybille Schmitz, Lilian Harvey, Willy Fritsch i Brigitte Horney. El 1938 Nowawes i Neubabelsberg es van fusionar i es van incorporar a Potsdam el 1939, i va es va crear el districte de Potsdam-Babelsberg.
Durant la Conferència de Potsdam de 1945 Stalin, Harry S. Truman i Winston Churchill (succeït per Clement Attlee) van residir a les vil·les de Neubabelsberg. El 26 de juliol de 1945, a la «Truman-Villa» el president dels Estats Units Truman va fer la Declaració de Potsdam i va donar ordres per llançar la bomba atòmica a unes ciutats del Japó si no acceptava la rendició. Per raons meteorològiques, es van triar Hiroshima i Nagasaki com a blanc de l'acció.

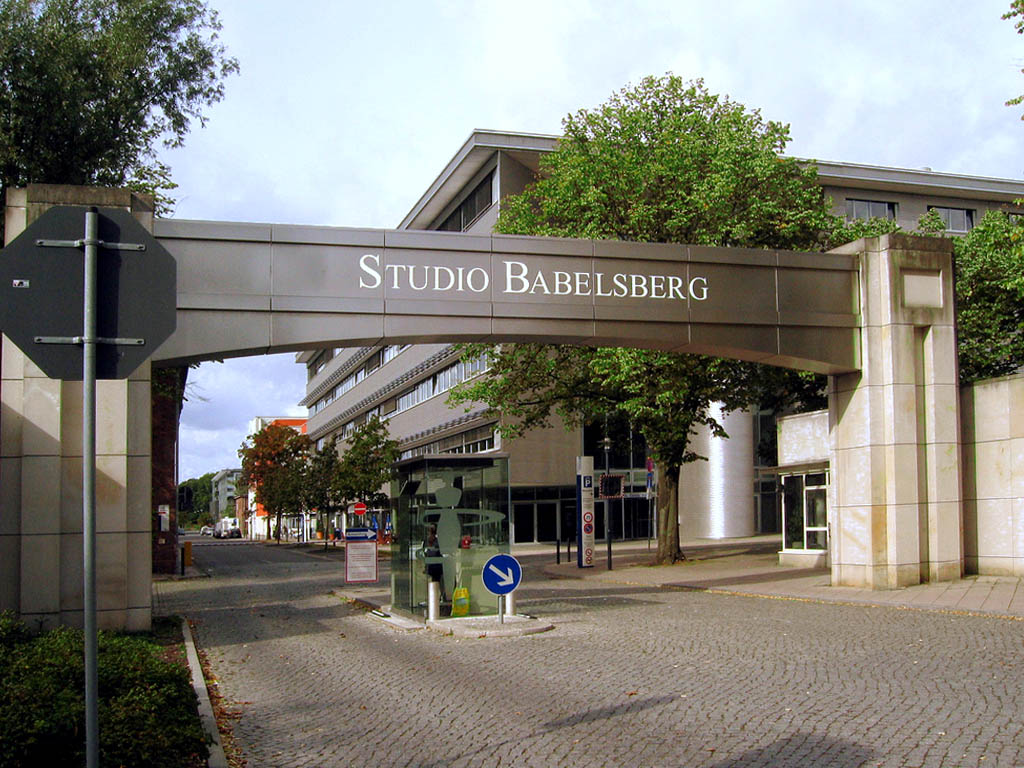
Estudi de Cinema de Babelsberg (fundat el 1912)
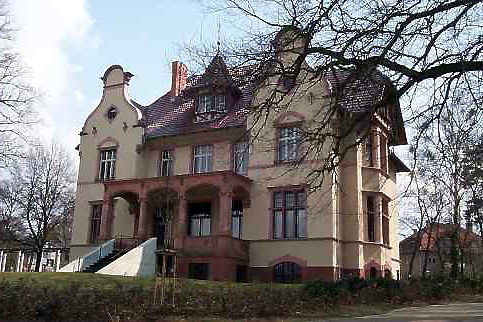
Neubabelsberg: Truman-Villa